# Quake
Quake е компютърна игра, екшън от първо лице, разработвана от id Software, която излиза на 22 юли 1996.
Тя е първата игра от популярната поредица компютърни игри със същото име.
през 1998 г. 12 януари излиза Quake 2 който става доста известен през 1999 г. По-късно излиза Quake 3.